# شول‌آباد
شول‌آباد شهری است در جنوب شرقی استان لرستان این شهر مرکز بخش زز و ماهرو از توابع شهرستان الیگودرز است. شول آباد دومین نقطه شهری در شهرستان الیگودرز محسوب می‌شود.
مردم شول آباد از ایل بختیاری می باشند.
با تصویب دولت در بهار ۱۳۹۰ روستای شول‌آباد سفلی مرکز بخش زز و ماهرو از توابع شهرستان الیگودرز در استان لرستان پس از تجمیع با روستاها و نقاط جمعیتی شول‌آباد علیا، دلسوران، درخت چمن، آثار، سرلک، خدادادکش علیا و سفلی از توابع همین بخش به شهر تبدیل و به عنوان شهر شول‌آباد نام‌گذاری شد.

## جمعیت
بر پایه سرشماری عمومی نفوس و مسکن در سال ۱۳۹۵ جمعیت این شهر ۱٬۵۳۱ نفر (۴۲۲ خانوار) بوده‌است.